# Copa do Brasil
Copa do Brasil (brasilianska cupen) är en turnering bestående av 64 fotbollslag som representerar alla 26 delstater och även federala distriktet. Fr.o.m. 2001 får lag som deltar i Copa Libertadores inte delta i Copa do Brasil samma år, p.g.a. det fullspäckade schemat under den första säsongen. Det gör även att de mindre lagen får större chans att ta hem titeln.

## Format
Turneringen har ett utslagningsformat där varje lag spelar en hemma- och en bortamatch per runda. I de två första rundorna går bortalaget automatiskt vidare om de slår hemmalaget med minst två mål i den första av de två matcherna. I övrigt används bortamålsregeln i Copa do Brasil, vilket är ovanligt i Sydamerika. Copa Libertadores anammade inte regeln förrän 2005.
Vinnaren av Copa do Brasil kvalificeras till nästa års Copa Libertadores, vilket gör att man inte kan vinna Copa do Brasil två år i rad.

## Vinnare
| 1989 Detaljer | Grêmio                  | 0 - 0 2 - 1                        | Sport                   | Flamengo                | Goiás               |
| 1990 Detaljer | Flamengo                | 1 - 0 0 - 0                        | Goiás                   | Criciúma                | Náutico             |
| 1991 Detaljer | Criciúma                | 1 - 1 0 - 0                        | Grêmio                  | Coritiba                | Remo                |
| 1992 Detaljer | Internacional           | 1 - 2 1 - 0                        | Fluminense              | Palmeiras               | Sport               |
| 1993 Detaljer | Cruzeiro                | 0 - 0 2 - 1                        | Grêmio                  | Flamengo                | Vasco da Gama       |
| 1994 Detaljer | Grêmio                  | 0 - 0 1 - 0                        | Ceará                   | Linhares                | Vasco da Gama       |
| 1995 Detaljer | SC Corinthians Paulista | 2 - 1 1 - 0                        | Grêmio                  | Flamengo                | Vasco da Gama       |
| 1996 Detaljer | Cruzeiro                | 1 - 1 2 - 1                        | Palmeiras               | Flamengo                | Grêmio              |
| 1997 Detaljer | Grêmio                  | 0 - 0 2 - 2                        | Flamengo                | SC Corinthians Paulista | Palmeiras           |
| 1998 Detaljer | Palmeiras               | 0 - 1 2 - 0                        | Cruzeiro                | Santos                  | Vasco da Gama       |
| 1999 Detaljer | Juventude               | 2 - 1 0 - 0                        | Botafogo                | Internacional           | Palmeiras           |
| 2000 Detaljer | Cruzeiro                | 0 - 0 2 - 1                        | São Paulo               | Atlético Mineiro        | Santos              |
| 2001 Detaljer | Grêmio                  | 2 - 2 3 - 1                        | SC Corinthians Paulista | Coritiba                | Ponte Preta         |
| 2002 Detaljer | SC Corinthians Paulista | 2 - 1 1 - 1                        | Brasiliense             | Atlético Mineiro        | São Paulo           |
| 2003 Detaljer | Cruzeiro                | 1 - 1 3 - 1                        | Flamengo                | Goiás                   | Sport               |
| 2004 Detaljer | Santo André             | 2 - 2 2 - 0                        | Flamengo                | 15 de Novembro          | Vitória             |
| 2005 Detaljer | Paulista                | 2 - 0 0 - 0                        | Fluminense              | Ceará                   | Cruzeiro            |
| 2006 Detaljer | Flamengo                | 2 - 0 1 - 0                        | Vasco da Gama           | Ipatinga                | Fluminense          |
| 2007 Detaljer | Fluminense              | 1 - 1 1 - 0                        | Figueirense             | Brasiliense             | Botafogo            |
| 2008 Detaljer | Sport                   | 1 - 3 2 - 0                        | SC Corinthians Paulista | Vasco da Gama           | Botafogo            |
| 2009 Detaljer | SC Corinthians Paulista | 2 - 0 2 - 2                        | SC Internacional        | Vasco da Gama           | Coritiba            |
| 2010 Detaljer | Santos                  | 2 - 0 1 - 2                        | Vitória                 | Grêmio                  | Atlético Goianiense |
| 2011 Detaljer | Vasco da Gama           | 1 - 0 2 - 3                        | Coritiba                | Ceará                   | Avaí                |
| 2012 Detaljer | Palmeiras               | 2 - 0 1 - 1                        | Coritiba                | Grêmio                  | São Paulo           |
| 2013 Detaljer | Flamengo                | 1 - 1 2 - 0                        | Atlético Paranaense     | Grêmio                  | Goiás               |
| 2014 Detaljer | Atlético Mineiro        | 2 - 0 1 - 0                        | Cruzeiro                | Flamengo                | Santos              |
| 2015 Detaljer | Palmeiras               | 0 - 1 2 - 1 (4 - 3 efter straffar) | Santos                  | Fluminense              | São Paulo           |
| 2016 Detaljer | Grêmio                  | 3 - 1 1 - 1                        | Atlético Mineiro        | Cruzeiro                | SC Internacional    |
| 2017 Detaljer | Cruzeiro                | 1 - 1 0 - 0 (4 - 3 efter straffar) | Flamengo                | Grêmio                  | Botafogo            |
| 2018 Detaljer | Cruzeiro                | 1 - 0 2 - 1                        | SC Corinthians Paulista | Palmeiras               | Flamengo            |
| 2019 Detaljer | Atlético Paranaense     | 1 - 0 2 - 1                        | SC Internacional        | Grêmio                  | Cruzeiro            |

## Kända matcher och skrällar
- 1991: Criciúma slog Grêmio FBPA.
- 1994: Ceará slog Palmeiras och Internacional.
- 1996: Juventude slog Botafogo.
- 2002: Brasiliense FC slog Fluminense och Atlético Mineiro.
- 2004: Santo André slog Flamengo och Palmeiras.
- 2005: Paulista FC slog Internacional, Fluminense, Cruzeiro och Figueirense.

## Flesta titlar
| Klubb                | Delstat           | Titlar   |
| -------------------- | ----------------- | -------- |
| Cruzeiro             | Minas Gerais      | 6 titlar |
| Grêmio               | Rio Grande do Sul | 5 titlar |
| Corinthians          | São Paulo         | 3 titlar |
| Flamengo             | Rio de Janeiro    | 3 titlar |
| Palmeiras            | São Paulo         | 3 titlar |
| Athletico Paranaense | Paraná            | 1 titel  |
| Atlético Mineiro     | Minas Gerais      | 1 titel  |
| Criciúma             | Santa Catarina    | 1 titel  |
| Fluminense           | Rio de Janeiro    | 1 titel  |
| Internacional        | Rio Grande do Sul | 1 titel  |
| Juventude            | Rio Grande do Sul | 1 titel  |
| Paulista             | São Paulo         | 1 titel  |
| Santos               | São Paulo         | 1 titel  |
| Santo André          | São Paulo         | 1 titel  |
| Sport                | Pernambuco        | 1 titel  |
| Vasco da Gama        | Rio de Janeiro    | 1 titel  |

| Delstat           | Titlar   |
| ----------------- | -------- |
| São Paulo         | 9 titlar |
| Minas Gerais      | 7 titlar |
| Rio Grande do Sul | 7 titlar |
| Rio de Janeiro    | 5 titlar |
| Paraná            | 1 titel  |
| Pernambuco        | 1 titel  |
| Santa Catarina    | 1 titel  |